# El libro del sol nuevo
The Book of the New Sun (1980–1983), traducido al español como El libro del sol nuevo es una novela de fantasía científica (o ciencia ficción fantástica) en cuatro volúmenes, del escritor estadounidense Gene Wolfe. Fue la novela que inauguró el «Ciclo Solar» del autor, que Wolfe continuó al situar otras obras en el mismo universo. 
Gene Wolfe originalmente tenía la intención de que la historia fuera una novela corta de 40.000 palabras con el nombre de «La fiesta de Santa Catalina», que habría de ser publicada en una de las antologías de ciencia ficción Orbit, pero a medida que la escribía siguió creciendo. A pesar de publicarse a un ritmo de un libro por año, Wolfe escribió y completó cada uno de los cuatro libros que la componen durante su tiempo libre sin que nadie lo supiera, mientras todavía era editor de la revista tecnológica Plant Engineering, lo que le permitió escribir a su propio ritmo y tomarse su tiempo.
La tetralogía narra el viaje de Severian (o Severiano), un torturador oficial que cae en desgracia y se ve obligado a deambular. Es una narración en primera persona, «supuestamente» traducida por Wolfe al inglés contemporáneo, ambientada en un futuro distante en el que el Sol se ha atenuado y la Tierra se ha enfríado (una historia del género de «Tierra moribunda»). Severian vive en una nación llamada la Mancomunidad (Commonwealth), gobernada por el Autarca, en el hemisferio sur. Esta nación se encuentra en guerra con Ascia, su vecino país totalitario del norte, que está controlado por seres del tamaño de montañas en los océanos que desean esclavizar a la humanidad.
En 1998, la revista Locus ubicó a la tetralogía en el tercer lugar entre las 36 mejores novelas de fantasía de todos los tiempos previas a 1990, con base en una encuesta de suscriptores.

## Resumen de la trama

### La sombra del torturador
Severian, un aprendiz del gremio de torturadores, apenas sobrevive tras nadar en el río Gyoll. En su camino de vuelta a la Ciudadela (cuyas torres parecen ser cohetes en desuso), Severian y varios otros aprendices se cuelan en una Necrópolis en la que Severian se cruza por primera vez con Vodalus, un aristócrata que es el principal revolucionario de la Mancomunidad. Vodalus, junto con una mujer noble de nombre Thea y un sirviente de nombre Hildegrin, se encuentran robando una tumba. Vodalus y compañía son atacados por guardias voluntarios, pero Severian le salva la vida, ganándose así su confianza y la recompensa de una sola moneda de «oro».
Posteriormente, Severian rescata a un perro de pelea que ha perdido una pierna y le pone el nombre de Triskele. Cuando Triskele se va, Severian lo rastrea hasta un lugar en la Ciudadela llamado el Atrio del Tiempo, donde conversa con una hermosa joven, Valeria, pero no logra recuperar a Triskele.
En la torre de los torturadores, Severian se enamora de Thecla, una prisionera. Thecla es la media hermana de Thea y fue encarcelada por ayudarla a ella y a Vodalus. La atracción que Severian siente por ella se ve acelerada por su iniciación sexual en una visita a un burdel, a expensas del gremio. El burdel es administrado por un eunuco y las prostitutas son clones de mujeres nobles; Severian elige al clon de Thecla para su encuentro sexual.
Poco después el ascenso de Severian a oficial, Thecla es torturada con una máquina que la vuelve incontrolablemente suicida, de forma que se mutile a sí misma hasta la muerte con sus propias manos. Severian logra introducir a escondidas un cuchillo en su celda, pero al permitirle de esta manera acortar la duración de su sufrimiento, Severian ha roto su juramento al gremio.
Severian espera ser torturado y ejecutado por ello. En cambio, el jefe del gremio es inusualmente compasivo con él y lo envía a Thrax, una lejana ciudad que necesita un verdugo, dándole también a Términus Est, una magnífica espada de verdugo. Severian viaja a través de la decadente ciudad de Nessus. Conoce al enorme Calveros y su compañero, el doctor Talos, que viajan como saltimbanquis, quienes invitan a Severian a que se les una en una obra que se representará ese mismo día. Durante el desayuno, el doctor Talos recluta a la camarera para su obra con la promesa de embellecerla. En lugar de participar, Severian se separa del grupo y se detiene en una tienda de harapos a comprar un manto que oculte el uniforme de su gremio (una capa y pantalones bombachos de fulígeno, «el color que es más oscuro que el negro», que inspira terror en la gente común; al trabajar también usa una máscara de fulígeno). La tienda es propiedad de un par de gemelos, hermana y hermano, este último inmediatamente interesado por Términus Est. Severian se rehúsa a vender la espada, y poco después entra en la tienda un hiparca enmascarado y con armadura, y desafía a Severian a duelo. Severian se ve obligado a aceptar, y se marcha con la gemela, Agia, a buscar un averno, una planta mortal que se usa para los duelos. Se siente fuertemente atraído por Agia y desarrolla sentimientos complicados hacia ella. Mientras se dirigen al sitio en un carruaje (fiacre), se ponen a competir con los jinetes de otrofiacre que pasa, chocando y destruyendo el altar de una orden religiosa femenina, las Peregrinas. Las Peregrinas acusan a Agia de robar una preciosa reliquia llamada la Garra del Conciliador. Cuando Agia es requisada y liberada, ella y Severian continúan su viaje hacia el jardín botánico, un gran hito de Nessus creado por el misterioso Padre Inire, mano derecha del Autarca.
Dentro de los jardines, Severian cae en un lago usado para enterrar a los muertos y es sacado del agua por una joven llamada Dorcas que también parece haber salido del lago. Aturdida y confundida, Dorcas sigue a Severian y Agia. Severian adquiere el averno y el grupo se dirige entonces a una posada cerca de los terrenos de duelo. Mientras cena, Severian recibe una nota misteriosa destinada a una de las mujeres, advirtiéndole que la otra es peligrosa, pero no es claro inmediatamente cuál es cuál. Se encuentra con su retador y, aunque apuñalado por el averno, sobrevive milagrosamente y descubre que su retador era el hermano de Agia. Cuando Severian despierta de nuevo, se encuentra en un lazareto. Tras encontrar a Dorcas, de quien se está enamorando, e identificarse como torturador, se le pide que realice una ejecución. El prisionero resulta ser el hermano de Agia, quien había provocado el duelo esperando ganar para reclamar Términus Est. Severian ejecuta al hermano.
Severian y Dorcas vuelven a sus viajes. Entre sus pertenencias, Severian encuentra la Garra del Conciliador, una gran gema brillante. Aparentemente, Agia robó la Garra del altar que destruyeron y, sabiendo que la requisarían, la puso entre las pertenencias de Severian. Eventualmente, Severian y Dorcas se encuentran con el doctor Talos, Calveros y una hermosa mujer llamada Jolenta. Severian participa en la obra que representan y, al día siguiente, el grupo se dirige hacia la gran puerta que da la salida a Nessus. Allí, Severian se hace amigo de un hombre llamado Jonas que obviamente se siente atraído por Jolenta. El primer volumen termina con un motín o disturbio en la puerta, cuya naturaleza no está clara de inmediato, separando a Severian y Jonas del resto del grupo.

### La Garra del Conciliador
La historia continúa poco después de que terminara el libro anterior. Ahora, en el pueblo cercano de Saltus, Severian y Jonas retrasan la búsqueda del resto del grupo, debido a que Severian ha sido contratado para practicar su arte de ejecución en dos personas. El primero era un sirviente de Vodalus. Mientras una turba saca al hombre a rastras de su casa, Severian logra ver a Agia entre la multitud. Agia escapa y Severian, todavía atraído hacia ella y con la esperanza de reconciliarse, la sigue, buscándola en la feria del pueblo. Incapaz de encontrarla, consulta a un hombre de piel verde cuyo amo le ofrece sus servicios como atracción, alegando que puede responder cualquier pregunta. En respuesta a las preguntas de Severian sobre cómo podría saberlo todo, el hombre verde le dice a Severian que es del futuro (donde el sol es brillante y la gente tiene organismos fotosintéticos en la piel). El hombre verde no sabe dónde puede encontrar a Agia, pero Severian se apiada de él y le da un trozo de su piedra de afilar para que pueda liberarse de sus cadenas. Severian regresa a la ciudad y ejecuta a los dos prisioneros.
Al cenar con su amigo Jonas esa noche, encuentra una carta que parece ser de Thecla (pero que es en realidad de Agia) pidiéndole que se reúna con ella en una cueva cercana. Una vez allí, Severian escapa por los pelos de un grupo de hombres-simio mineros. La luz de la Garra detiene el ataque de los simios-hombre, pero también parece despertar a una gigantesca criatura desconocida en las profundidades de la cueva, que solo logran escuchar pero no ver. Severian escapa, solo para ser atacado por Agia y sus asesinos fuera de la cueva. Uno de los atacantes cae muerto a manos de uno de los hombres-simio, a quien Severian le cortó la mano en la batalla en la cueva. El mono hace un gesto con su muñón a Severian, queriendo que haga algo con él, pero Severian no sabe qué. Severian se prepara para decapitar a Agia, pero aún incapaz de odiarla, la deja ir. Regresa a Saltus, donde él y Jonas son capturados por los rebeldes de Vodalus por haber ejecutado a uno de sus miembros.
Severian le recuerda a Vodalus que le salvó la vida unos años atrás, por lo que Vodalus permite que Severian entre a su servicio. Severian y Jonas asisten a una cena de medianoche con Vodalus, donde comen la carne asada de Thecla, que, al combinarse con una sustancia de una criatura alienígena llamada alzabo, permite a quienes la coman experimentar sus recuerdos. Para Severian la experiencia es permanente; Thecla vive de nuevo dentro de su mente. Con la tarea de entregar un mensaje a un sirviente en la Casa Absoluta, la sede del poder del Autarca, Severian y Jonas parten hacia el norte. Son atacados por una criatura voladora que se alimenta del calor y la fuerza vital de los seres vivos y logra escapar solo engañando a la criatura para que ataque y mate a un soldado cercano. Severian se siente culpable y, habiendo llegado a sospechar que la Garra tiene poderes curativos, la usa para devolverle la vida al soldado. Él y Jonas son capturados por guardias de la Casa Absoluta y arrojados a una antecámara donde los prisioneros son retenidos de manera indefinida. La garra de Severian cura una herida que recibe Jonas durante la noche que pasan allí; luego, la pareja escapa de una horrible criatura desconocida usando una contraseña extraída de los recuerdos de Thecla para abrir una puerta secreta. Mientras caminan por los pasillos de la Casa Absoluta, se revela que Jonas es un robot que alguna vez se estrelló en la tierra y que ha sido reparado con partes humanas como prótesis. Camina contra un espejo y desaparece, prometiendo regresar por Jolenta cuando esté curado. Severian se pierde y finalmente se encuentra con el espía de Vodalus, que resulta ser el andrógino encargado del burdel. Una vez que el andrógino abre y luego cierra un portal a algún lugar con un extraterrestre alado gigante, Severian le jura servicio. En la conversación subsecuente, se da cuenta de que el supuesto espía es de hecho el Autarca.
Tropezando en los jardines de la Casa Absoluta, Severian se reencuentra con Dorcas, el doctor Talos y Calveros, quienes se están preparando para representar la obra que interpretaron en el primer libro. Severian vuelve a participar, pero la obra se interrumpe cuando Calveros se enfurece y ataca a la audiencia, revelando que hay extraterrestres entre ellos. Talos y Calveros se separan de Severian y Dorcas en un cruce de caminos, Severian se dirige hacia Thrax, mientras que el gigante y su médico se dirigen hacia el lago Diuturna. Jolenta intenta que Talos se la lleve con él, pero éste ya no la necesita ahora que las obras de teatro ya no son necesarias, y Severian se la lleva. Mientras se dirigen al norte, Jolenta es mordida por un «murciélago de sangre» y cae enferma. Severian se da cuenta de que el doctor Talos la había alterado científicamente para que fuera hermosa y deseable, pero rápidamente se vuelve enfermiza y poco atractiva. Pronto, el trío conoce a un anciano granjero que les dice que deben cruzar una enigmática ciudad de piedra para llegar a Thrax. En la ciudad en ruinas, Severian ve a un par de brujas iniciar un evento como un sueño en el que bailarines fantasmales del pasado de la ciudad de piedra, liderados en un ritual por un maestro llamado Apu-Punchau, llenan el área y pelean contra el sirviente de la bruja, quien resulta ser el lugarteniente de Vodalus, Hildegrin. El libro termina cuando Dorcas y Severian, despertando de un estupor en la ciudad de piedra, encuentran a Jolenta muerta y revelada como la camarera a quien el doctor Talos le había prometido embellecer, y que las brujas y Hildegrin se han marchado.

### La Espada del Lictor
Severian asume su cargo como Lictor de la ciudad de Thrax. Su amante Dorcas cae en una depresión, en parte debido a su posición como pareja de una figura vilipendiada y temida en una ciudad extraña. También se encuentra cada vez más molesta por su incapacidad de recordar su pasado y está convencida de que debe desentrañar sus secretos, por muy perturbadores que puedan llegar a ser.
Tras escapar de una criatura exótica que incinera cosas, que parece haber ido a Thrax tras él, Severian vuelve a mostrarle misericordia a una mujer con la que había tenido relaciones sexuales, que iba a ser ejecutada por adulterio, y debe huir de la ciudad. Viaja solo hacia las montañas en busca de las Peregrinas para poder devolverles la Garra del Conciliador.
De camino, se enfrenta con Agia y un alzabo, una bestia que adquiere los recuerdos de aquellos a los que se ha comido, así como una pandilla de hombres que han optado por convertirse en animales. Toma bajo su cuidado a un niño también llamado Severian, cuya familia murió asesinada por el alzabo. Se encuentran con un pueblo de hombres que dicen ser hechiceros y posee más poder de lo que Severian cree inicialmente, pero escapan en medio de la amenaza de otra criatura peligrosa que les sigue el rastro. Mientras exploran una antigua fortaleza en las montañas en busca de sustento o algo de valor, Severian y el pequeño Severian trepan hasta un anillo de oro que rodea el dedo de una estatua monolítica tallada en la ladera de la montaña. Cuando el pequeño Severian toca el anillo, es atacado por el calor y muere en el acto. En su camino de regreso, un suicida Severian revive sin darse cuenta a un monarca del pasado, Tifón, que estaba en animación suspendida. Tifón intenta dominar a Severian con amenazas físicas, manipulación psicológica y algo similar a la hipnosis, pero Severian encuentra la manera de darle muerte.
Continuando su viaje hacia el gran Lago Diuturna, Severian se ve envuelto en un conflicto local del lado de un grupo de isleños que están siendo esclavizados. Descubre que sus antiguos compañeros, el doctor Talos y Calveros, son los opresores. Severian se abre paso a través de su castillo junto al lago y descubre que Calveros es un inventor y científico que realiza experimentos con personas y que, de hecho, creó su propio homúnculo en la forma del doctor Talos. Severian se encuentra con las hieródulas de otro mundo en el interior, que se postran inesperadamente frente a él. Severian luego lucha contra el gigante Calveros. Apenas sobrevive, mientras Calveros desaparece en el lago. La espada de Severian se destruye en la batalla, así como la Garra. Abajo, en la orilla, encuentra una espina curva que cree que es la verdadera garra que estaba insertada en la piedra ahora destrozada.
Tras la batalla, Severian busca asimilar una serie de revelaciones: sobre la naturaleza de Calveros, la naturaleza de los extraterrestres (incluyendo al Padre Inire y la bruja mayor en la ciudad de piedra) que manipulan eventos en Urth y profesan ser sus amigos y la naturaleza de la Garra que cargó durante tanto tiempo. Mientras lo hace, se encuentra acercándose al borde de la guerra contra el Norte.

### La Ciudadela del Autarca
Deambulando, Severian se encuentra con un soldado muerto, al que revive con la Garra, y se dirigen al campamento de las Peregrinas. En el campamento, Severian sufre una fiebre y es tratado junto con personas heridas en la guerra. Mientras se recupera, Severian sirve de juez en un concurso de narración de cuentos realizado por otros pacientes. Devuelve la Garra poniéndola en un altar. Una líder de las Peregrinas le pide que lleve a un amigo de ellas en las montañas lejos del peligro de la guerra a la seguridad del campamento. El hombre, un viajero en el tiempo proveniente de un futuro donde el mundo está cubierto de hielo, se niega a ir con Severian, y cuando Severian se lo lleva a la fuerza, el hombre desaparece, pues no pertenece al  tiempo de Severian. Al regresar al campamento, Severian descubre que ha sido atacado y abandonado. Pronto encuentra el nuevo campamento, donde la mayoría de aquellos a quienes conoció durante su estadía están muertos o agonizantes.
Severian se ve envuelto en la guerra contra Ascia. Casi muere en la batalla, pero es rescatado por el Autarca. Severian recupera la salud y conversa con el autarca sobre su papel en la Mancomunidad. Tomando una nave voladora sobre la zona de guerra, son derribados. El Autarca, al morir, le dice a Severian que beba el contenido de un vial alrededor del cuello del Autarca y se coma su cerebro, ya que Severian debe ser el próximo Autarca. Severian lo hace, y dado que el vial contenía la droga alzabo o algo similar, adquiere cientos de conciencias que el Autarca poseía a través del mismo proceso.
Antes de que el Autarca muriera, envió un mensaje a Vodalus de que el Autarca iba a bordo de la nave. Thea y un grupo de hombres de Vodalus descienden al lugar del accidente y rescatan a Severian de sus aliados, los ascios. Severian es hecho prisionero y recibe la visita de Agia en compañía de un antiguo viajero espacial que convoca desde otros planetas a las criaturas que han estado atacando a Severian. Agia intenta matar a Severian nuevamente, pero este sobrevive y es rescatado por el viajero del tiempo verde a quien había rescatado en La garra del conciliador. El hombre verde abre un paso en el tiempo durante el cual Severian recibe la visita de un extraterrestre que toma la forma del Maestro Malrubius, un torturador que había muerto en la infancia de Severian, acompañado por el perro Triskele. «Malrubius» le dice que un día deberá enfrentar un desafío que creará un Nuevo Sol y permitirá que la humanidad regrese a las estrellas si tiene éxito, o que lo despojará de su virilidad, dejándolo incapaz de engendrar un heredero, si falla. Severian se da cuenta de que el último Autarca debió haber fallado y, por lo tanto, se había convertido en un andrógino.
Tras la reunión, Severian es abandonado en una playa donde florecen muchos rosales silvestres. Es pinchado por una espina y se da cuenta de que es idéntica a la Garra, incluso en lo resplandeciente. Viendo esto e innumerables garras idénticas en otros arbustos lo lleva a una experiencia religiosa. También pondera sobre el significado de la Garra, seres superiores como el extraterrestre que apareció como Malrubius, los viajes en el tiempo y el Sol Nuevo. En un interludio en el momento de escribir el libro, dice que va camino a la prueba.
Severian regresa a Nessus a bordo de un barco cuyos tripulantes lo veneran nada más verlo. En una parte de Nessus abandonada mucho tiempo atrás, encuentra a Dorcas en su antigua casa, pero se marcha sin dársele a conocer. Visita a otras personas de su pasado, asume el rol de Autarca y suspende la práctica de la tortura. Al encontrar la moneda de oro que Vodalus le había dado, se da cuenta de que era una falsificación. Regresa con el camarero que le pasó la nota en La sombra del torturador. La nota estaba dirigida a Dorcas, quien le recordaba al mesero a su propia madre. Una foto de Dorcas en un relicario alrededor del cuello del camarero confirma esta sospecha. Se da a entender que el camarero es el padre de Severian, lo que convertiría a Dorcas en su abuela. Dorcas había muerto mucho tiempo atrás y, aunque Severian aún no sabía que tenía la Garra, fue ésta la que la devolvió a la vida en el lago.
El libro termina con Severian explorando la Ciudadela y siguiendo los pasos de Triskele a través de un edificio subterráneo. Sigue sus propias huellas, regresando al Atrio del Tiempo y a Valeria.

## Temas principales

### Severian como una figura Crística
Severian, el personaje principal y narrador de la serie, puede interpretarse como una figura crística. Su vida tiene muchos paralelismos con la vida de Jesús, y Gene Wolfe, un católico, ha explicado que reflejó deliberadamente a Jesús en Severian. Compara la profesión de Severian como torturador con la de Jesús como carpintero en su colección de ensayos The Castle of the Otter:

Se ha dicho miles de veces que Cristo murió torturado. Muchos de nosotros hemos leído tantas veces que era un "humilde carpintero" que sentimos una pequeña oleada de náuseas al ver las palabras una vez más. Pero nadie parece darse cuenta de que los instrumentos de tortura eran madera, clavos y un martillo; que el hombre que construyó la cruz era sin duda también un carpintero; que el hombre que clavó los clavos era tan carpintero como soldado, tan carpintero como torturador. Muy pocos parecen haber notado incluso que, aunque Cristo era un "humilde carpintero", el único objeto que se nos dice específicamente que hizo no fue una mesa o una silla, sino un látigo.

La vida de Severian semeja a la de Jesús ocasionalmente, con su descenso a la cueva de los simios-hombres siendo una escena de descenso a los infiernos, su acto de resucitar a Dorcas siendo una escena de Lázaro de Betania y su amistad con Jonas reflejando a Asuero. Jonas ha viajado por el mundo buscando reconectarse con las Hieródulas, «juega con torpes mecanismos» y se redime del exilio errante cuando se hace amigo de Severian. En este sentido, representa al judío errante. Severian también sufre de sangrados ocasionales y aparentemente esporádicos en su frente, como si fuera una corona de espinas. También reflejando la corona de espinas, la Garra del Conciliador, una espina que hace que Severian derrame sangre, se convierte en una reliquia religiosa gracias a su relación con Severian. Términus Est representa su crucifijo, y Severian describiendo su espada en Urth del nuevo sol como una «cruz oscura sobre mi hombro». En el siguiente volumen, La Urth del nuevo sol, Severian mismo resucita, escapando a un plano de existencia parecido al cielo donde reside un ángel y luego saliendo de una tumba de piedra, como Jesús se levantó de su sepulcro de piedra.
Con todo, Wolfe afirmó en una entrevista: «No pienso en Severian como una figura crística; pienso en Severian como una figura cristiana. Es un hombre que ha nacido en un entorno muy perverso, que poco a poco está tratando de mejorar».

## Obras relacionadas
Durante los años en que se publicó El libro del sol nuevo, Wolfe publicó dos historias relacionadas por separado: «La historia de Foila: la hija de Armiger» (una de las historias que participó en el concurso de narración de cuentos en el hospital de las Peregrinas) y «El cuento del estudiante y su hijo» (una de las dos historias que Severian reproduce de un libro que obtuvo para Thecla cuando ella estaba en prisión).
Poco después de La ciudadela del autarca, Wolfe publicó The castle of the otter (El castillo de la nutria), un libro de ensayos alrededor de El libro del sol nuevo que incluyó algunos elementos ficticios, como chistes contados por algunos de los personajes.
Tras la novela original de cuatro volúmenes, Wolfe escribió una novela, que es a menudo llamada una coda, La Urth del nuevo sol (1987). También escribió tres cuentos, «El mapa», «El gato» e «Imperios de follaje y flor», que están estrechamente relacionados con El libro del sol nuevo.
Posteriormente escribió una serie de dos libros ambientados en el universo de Severian. La base de datos de ficción especulativa de Internet cataloga a la serie completa como el «Ciclo solar», que comprende las obras cortas y tres subseries. Las dos subseries posteriores son The Book of the Long Sun (El libro del sol largo; 1993–1996, cuatro volúmenes) y The Book of the Short Sun (El libro del sol corto; 1999–2001, tres volúmenes). Sol largo está ambientado en una nave generacional y Sol corto presenta a los habitantes de esa nave generacional después de su largo viaje. Dos de los libros de Sol largo fueron nominados a los Premios Nébula.

## Lugar dentro del género
El libro del sol nuevo pertenece al subgénero de la Tierra Moribunda de la ficción especulativa. Peter Wright llama a la serie una "apoteosis" de los elementos y temas tradicionales de Tierra Moribunda, y Douglas Barbour sugiere que el libro es un mosaico fundacional de tal herencia literaria:  

Wolfe no solo ha escrito una fantasía-científica realmente maravillosa ambientada millones de años en nuestro futuro en una "Urth" moribunda, sino que también ha escrito el libro sobre tales obras... donde cada desarrollo formal de este subgénero se expone para nuestra interpretación y se hace bien.

Huellas de esta tradición literaria pueden encontrarse a lo largo del libro. En La espada del Lictor, Cyriaca (la mujer a la que Severian perdona la vida en Thrax) le cuenta a Severian una leyenda sobre una ciudad automatizada, en la que el renacimiento es el tema central. Esta historia sigue de cerca el cuento Crepúsculo de John W. Campbell, en el que máquinas conscientes eliminan la necesidad del trabajo humano. El propio Wolfe afirmó que en su adolescencia Crepúsculo tuvo un gran efecto en su manera de escribir, y este homenaje a esa historia no es solo una referencia de paso, sino una alusión a un predecesor literario. Más adelante en la historia, Wolfe alude a La máquina del tiempo, en una escena en la que Severian se encuentra con los simios-hombre resplandecientes que se aproxima a la confrontación del Viajero del tiempo con los Morlocks en tal novela. En ambas historias, los protagonistas levantan una luz para asombrar a los habitantes de las cavernas, pero en el Libro del sol nuevo, Severian apela a la humanidad de los hombres-simio con la garra brillante del Conciliador, mientras que en La Máquina del Tiempo el Viajero del Tiempo intimida a los Morlocks con fuego.

## Historia de publicación
La tetralogía se publicó por primera vez en inglés en el Reino Unido por Sidgwick & Jackson entre 1980 y 1983, y la coda se publicó en 1987, con segundas reimpresiones de cada libro aproximadamente un año después de la primera impresión. Don Maitz ilustró la portada de la primera publicación y Bruce Pennington ilustró la segunda. La serie también se publicó en dos volúmenes, llamados Shadow and Claw (Sombra y garra) y Sword and Citadel, (Sombra y Ciudadela) ambos publicados en 1994 por el editorial Orb Publications.
Fue publicada también como un solo volumen titulado The Book of the New Sun (El libro del sol nuevo) en 1998 por Science Fiction Book Club y nuevamente en 2007 bajo el título Severian of the Guild (Severian y el gremio), publicado por el Orion Publishing Group. 
Cada libro ha sido traducido por separado al español, francés, alemán, holandés y japonés. 
Las impresiones japonesas de la tetralogía y la coda fueron ilustradas por Yoshitaka Amano.

## Premios y nominaciones
Cada uno de los cuatro volúmenes originales ganó al menos un gran premio de fantasía o ciencia ficción como «Mejor novela» del año, como se muestra en la siguiente tabla. La tetralogía no fue considerada como un todo en ninguno de los premios literarios anuales compilados por Internet Speculative Fiction Database (ISFDB).
| Título (volumen o novela)                         | Premios ganados                            | Nominaciones                                                                               |
| ------------------------------------------------- | ------------------------------------------ | ------------------------------------------------------------------------------------------ |
| La sombra del torturador (Simon y Schuster, 1980) | BSFA Premio mundial de Fantasía            | Balrog (fantasía), Campbell Memorial (tercer lugar), Locus Fantasy (segundo lugar), Nébula |
| La Garra del Conciliador (Timescape books, 1981)  | Locus de fantasía Nébula (Ciencia Ficción) | Hugo (Ciencia ficción) (2.º lugar), Fantasía mitopoeica, mundial de fantasía               |
| La Espada del Lictor (Timescape books, 1982)      | Británico de fantasía Locus de fantasía    | Balrog, Ciencia Ficción Británica, Hugo (6.º lugar), Nébula, Mundial de fantasía           |
| La Ciudadela del Autarca (Timescape Books, 1983)  | Campbell Memorial (Ciencia ficción)        | Balrog, ciencia ficción británica, Locus de fantasía (2.º lugar), Nébula                   |
| La Urth del nuevo sol (Libros Tor, 1987)          | Crónica de ciencia ficción                 | Hugo, Locus Ciencia Ficción (3.er lugar), Nébula                                           |

## Lenguaje

### Vocabulario
Gene Wolfe usa una variedad de términos arcaicos y oscuros a lo largo de la serie. En el apéndice de La sombra del torturador explica su método ficticio:
Al traducir este libro—compuesto originalmente en una lengua que aún no ha llegado a su existencia—al inglés, podría haberme ahorrado fácilmente una gran cantidad de trabajo recurriendo a términos inventados; en ningún caso he hecho tal cosa. Así pues, en muchos casos, me he visto obligado a sustituir conceptos aún no descubiertos por sus equivalentes más cercanos del siglo XX. 
Wolfe admitió, no obstante, que era posible que se hubieran cometido algunos errores en la ortografía o el significado exacto. Sus palabras inusuales a menudo provienen de un diccionario inglés-latín o un diccionario inglés-griego, del que obtuvo raíces de palabras para usar.

Wolfe declaró que optó por el uso de palabras extrañas y arcanas porque «pens[ó] que eran las mejores para la historia que estaba tratando de contar». El lenguaje es el medio de Wolfe como escritor, y desea «poner presion sobre los límites de la prosa». El uso deliberado por parte de Wolfe de palabras exóticas pretende manipular al lector y forzarlo a una cierta visualización de la historia, pero no pretende confundir al lector. Compara al narrador, a Severian y al lector con dos personas, una de habla inglesa y otra de habla alemana, que construyen un bote:
[El angloparlante] diría: «Bring me a flat board» (Tráeme una tabla plana), y el [germanoparlante] le traería una tabla de tamaño adecuado. En realidad, estarían haciendo algo, y el alemán entendería qué era lo que estaban haciendo. Como estarían trabajando juntos (exactamente como deben hacerlo escritor y lector), la petición ininteligible sería entendida como «necesito algo», y al alemán no le costaría mucho adivinar lo que necesitaba.

¿Por qué molestarse, en ese caso, en aprender inglés? ¿O en aprender alemán? En el sentido más estricto, no lo haces... Pero saber es mejor y más amplio y profundo que incluso la mejor suposición, y saber es más divertido.
Dos ejemplos de las palabras arcanas empleadas por Wolfe son «ascian» e «hydrargyrum». Ascian, a pesar de su similitud con «asiático», se deriva de una palabra latina que significa «sin sombra» (ἄσκιος, áskios), ya que los ascios son habitantes del trópico que no tienen sombra al mediodía. Por su parte, el hydrargyrum, el fluido contenido en la espada Términus Est de Severian, se deriva del griego antiguo «ὕδωρ» (hidro), que significa agua, y «ἄργυρος», que significa plata, ya que el hydrargyrum es mercurio líquido.

### Lengua ascia
El idioma ascio expone en profundidad aún más la idea de que la elección de palabras altera el pensamiento de las personas, en tanto la lengua ascia es simplemente un conjunto de citas de propaganda gubernamental llamado «Pensamiento Correcto». Para comunicarse, los ascios deben memorizar muchas citas y aprender a interpretar el uso que otros les dan. Esta regulación gubernamental de la lengua tiene por objeto regular directamente el pensamiento de los ascios. No obstante, se ilustra en las novelas que la capacidad humana de adaptar el lenguaje a las propias necesidades inmediatas y desplegarlo en formas involuntarias o imprevistas permite a los ascios transmitir significados por fuera de, o incluso contradictorios con, los previstos por los creadores del «Pensamiento correcto».